# Leptachirus triramus
Leptachirus triramus är en fiskart som beskrevs av Randall 2007. Leptachirus triramus ingår i släktet Leptachirus och familjen tungefiskar. Inga underarter finns listade i Catalogue of Life.